# Seznam měst na Kubě
Toto je seznam měst na Kubě.

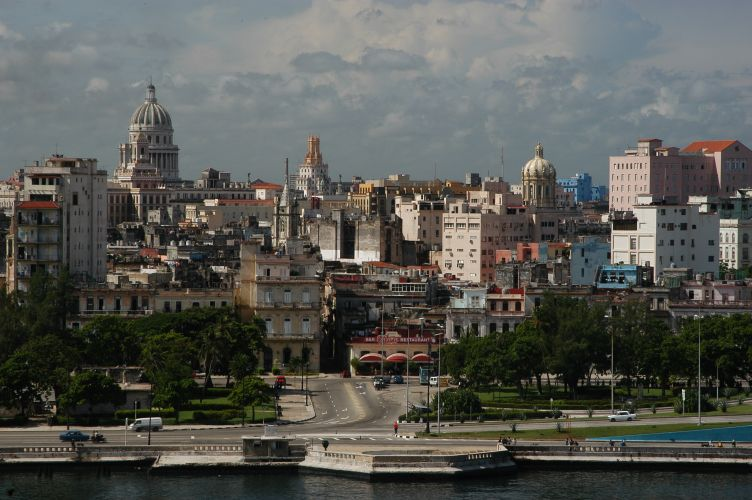
Hlavní město Kuby : Havana

Zdaleka největší aglomerací na Kubě je Havana, kde v roce 2019 žilo 2,13 milionu obyvatel, což představuje zhruba pětinu obyvatelstva celé země.
V následující tabulce jsou uvedena města nad 30 000 obyvatel, výsledky sčítání obyvatelstva z 11. září 1981 a 6. září 2002, odhady počtu obyvatel k 31. prosinci 2005 a správní jednotky (provincie), do nichž města náleží. Ostrov Isla de la Juventud představuje území se zvláštní správou a nepatří do žádné provincie. Počet obyvatel se vztahuje na město v úzkém slova smyslu (geografický obvod města), nikoliv na město ve smyslu politickém. Města jsou seřazena podle velikosti.

## Přehled měst
| Města na Kubě | Města na Kubě            | Města na Kubě       | Města na Kubě       | Města na Kubě      | Města na Kubě      | Města na Kubě       |
| Pořadí        | Město                    | sčítání v roce 1981 | sčítání v roce 2002 | odhad pro rok 2005 | odhad pro rok 2019 | Provincie           |
| ------------- | ------------------------ | ------------------- | ------------------- | ------------------ | ------------------ | ------------------- |
| 1.            | Havana                   | 1 929 432           | 2 201 610           | 2 181 324          | 2 132 394          | Havana              |
| 2.            | Santiago de Cuba         | 351 241             | 423 392             | 426 897            | 454 615            | Santiago de Cuba    |
| 3.            | Camagüey                 | 245 525             | 301 574             | 306 368            | 313 245            | Camagüey            |
| 4.            | Holguín                  | 186 943             | 269 618             | 276 086            | 307 170            | Holguín             |
| 5.            | Santa Clara              | 173 397             | 210 220             | 211 670            | 225 124            | Villa Clara         |
| 6.            | Guantánamo               | 167 255             | 208 145             | 209 165            | 217 051            | Guantánamo          |
| 7.            | Bayamo                   | 100 622             | 144 664             | 147 879            | 171 491            | Granma              |
| 8.            | Las Tunas                | 84 857              | 143 582             | 147 826            | 182 943            | Las Tunas           |
| 9.            | Cienfuegos               | 102 791             | 140 734             | 143 274            | 166 974            | Cienfuegos          |
| 10.           | Pinar del Río            | 96 660              | 139 336             | 140 794            | 158 105            | Pinar del Río       |
| 11.           | Matanzas                 | 100 813             | 127 287             | 130 526            | 151 263            | Matanzas            |
| 12.           | Ciego de Ávila           | 74 280              | 106 225             | 109 666            | 132 162            | Ciego de Ávila      |
| 13.           | Sancti Spíritus          | 71 949              | 98 283              | 99 958             | 120 262            | Sancti Spíritus     |
| 14.           | Manzanillo               | 87 500              | 97 038              | 97 699             | 103 562            | Granma              |
| 15.           | Cárdenas                 | 59 500              | 80 832              | 83 141             | 146 080            | Matanzas            |
| 16.           | Palma Soriano            | 55 900              | 76 179              | 76 613             | 75 469             | Santiago de Cuba    |
| 17.           | Moa                      | 26 900              | 57 652              | 58 957             | 61 207             | Holguín             |
| 18.           | Morón                    | 40 396              | 53 551              | 55 869             | 65 575             | Ciego de Ávila      |
| 19.           | Florida                  | 39 700              | 53 847              | 53 383             | 57 615             | Camagüey            |
| 20.           | Nueva Gerona             | 31 119              | 46 923              | 47 067             |                    | Isla de la Juventud |
| 21.           | Contramaestre            | 22 200              | 44 752              | 45 109             | 62 427             | Santiago de Cuba    |
| 22.           | Colón                    | 35 100              | 44 520              | 44 602             | 57 099             | Matanzas            |
| 23.           | Artemisa                 | 34 000              | 43 427              | 44 196             | 60 489             | Artemisa            |
| 24.           | Güines                   | 41 600              | 42 801              | 42 734             | 52 054             | Mayabeque           |
| 25.           | Trinidad                 | 32 800              | 41 293              | 42 092             | 56 668             | Sancti Spíritus     |
| 26.           | Sagua la Grande          | 42 700              | 41 756              | 41 338             | 44 030             | Villa Clara         |
| 27.           | Placetas                 | 37 500              | 40 982              | 40 554             | 46 970             | Villa Clara         |
| 28.           | Baracoa                  | 35 500              | 39 190              | 39 526             | 43 817             | Guantánamo          |
| 29.           | Nuevitas                 | 35 103              | 38 995              | 38 482             | 46 720             | Camagüey            |
| 30.           | San Antonio de los Baños | 27 600              | 32 582              | 34 935             | 34 900             | Artemisa            |
| 31.           | San José de las Lajas    | 27 300              | 33 233              | 34 471             | 53 221             | Mayabeque           |
| 32.           | Banes                    | 31 300              | 34 452              | 34 363             | 45 259             | Holguín             |
| 33.           | San Luis                 | 23 900              | 33 717              | 34 126             | 50 265             | Santiago de Cuba    |
| 34.           | Caibarién                | 32 100              | 32 679              | 32 812             | 35 831             | Villa Clara         |
| 35.           | Puerto Padre             | 23 200              | 31 854              | 31 959             | 59 635             | Las Tunas           |
| 36.           | Cabaiguan                | 25 300              | 30 135              | 30 214             | 43 075             | Sancti Spíritus     |